# Masterboy
Masterboy — німецький євроденс-проект, відомий у Європі завдяки хітам «Feel the Heat of the Night», «Anybody», «I Got to Give It Up», «Generation of Love», «Everybody Needs Somebody» та «Is This the Love".
У 2013 році, після 10 років паузи, «Золоте тріо» (Тріксі Дельгадо, Томмі Шле та Енріко Заблер) з Masterboy повернулося, щоб виступати на різних концертах 90-х, а колишня вокалістка Лінда Рокко час від часу приєднувалася до них. У 2017 році вийшов новий сингл.

## Дискографія

### Студійні альбоми
| The Masterboy Family                           | - Дата випуску: 19 вересня 1991 року - Позначка: Polydor - Формати: CD, LP | —  | —  | —  | —  | —  |
| Feeling Alright                                | - Дата випуску: 16 липня 1993 року - Позначка: Polydor - Формати: CD       | —  | —  | —  | —  | —  |
| Different Dreams                               | - Дата виходу: 15 серпня 1994 р - Позначка: Polydor - Формати: CD          | 19 | —  | —  | —  | 23 |
| Generation of Love                             | - Дата випуску: 1995 рік - Позначка: Клубна зона - Формати: CD             | 37 | 36 | —  | —  | 29 |
| Colours                                        | - Дата випуску: 1996 рік - Позначка: Клубна зона - Формати: CD             | 32 | —  | 27 | 58 | 39 |
| Best of Masterboy                              | - Дата виходу: 3 липня 2000 р - Позначка: Zeitgeist - Формати: CD          | 54 | —  | —  | —  | —  |
| «—» позначає випуски, які не потрапили в чарти |                                                                            |    |    |    |    |    |

### Сингли
- 1990 — Dance to the Beat
- 1991 — Shake It Up and Dance
- 1991 — I Need Your Love (feat. Mendy Lee & MC A.T.B.)
- 1991 — Cause We Do It Again
- 1992 — Keep On Dancing
- 1992 — Ooh… Noche Del Amor
- 1993 — Fall In Trance
- 1993 — Everybody Needs Somebody
- 1994 — I Got to Give It Up
- 1994 — Feel the Heat of the Night
- 1994 — Is This the Love
- 1995 — Different Dreams
- 1995 — Megamix
- 1995 — Generation of Love
- 1995 — Anybody (Movin' On)
- 1996 — Land of Dreaming
- 1996 — Baby Let It Be
- 1996 — Love Message (feat. E-Rotic, Fun Factory, Scooter, U96, Worlds Apart) (благодійний сингл)
- 1996 — Mr. Feeling
- 1996 — Show Me Colours
- 1997 — Just For You
- 1997 — La Ola (Hand In Hand)
- 1997 — Children Need a Helping Hand (благодійний сингл)
- 1998 — Nights of Broadway
- 1998 — Dancin' Forever
- 1999 — Porque Te Vas
- 2000 — I Like to Like It
- 2000 — Feel the Heat 2000
- 2001 — Ride Like The Wind
- 2002 — I Need a Lover Tonight
- 2003 — Feel the Heat of the Night 2003
- 2010 — Another Day Another Night
- 2010 — Revolution (We Call It)
- 2011 — Dance to the Beat 2K11 (Tommy & Tibby feat. Masterboy)
- 2018 — Are You Ready (We Love the 90s)

## Зовнішні посилання
- Офіційний веб-сайт
- Masterboy на сайті Discogs (англ.) на </img>
- Старий офіційний фан-сайт